# 漳浒寨街道
漳浒寨街道是中国陕西省西安市雁塔区下辖的一个街道。与杜城街道是依据西安市政函【2015】91号在2016年新设置的街道。

## 行政区划
下辖以下地区：不详。